# Linia kolejowa Bützow – Szczecin
Linia kolejowa Bützow – Szczecin – ważna, częściowo zelektryfikowana magistrala kolejowa biegnąca przez teren kraju związkowego Meklemburgia-Pomorze Przednie i Brandenburgia, w północnych Niemczech. Łączy Bützow przez Teterow, Neubrandenburg, Strasburg i Pasewalk ze Szczecinem. 